# Buda (manga)
Buda (ブッダ Budda?) es un manga dibujado por Osamu Tezuka y es su interpretación de la vida de Gautama Buddha, el fundador del Budismo. La aclamada serie por la crítica, es a menudo referida como un retrato descarnado e incluso sexual de la vida de Buda. Buda recibió el Premio Eisner en 2004 y 2005. En 2006 cada volumen había vendido un promedio de 8.500 copias, mientras que Kapilavastu 20.000 copias. En España ha sido publicado por Planeta DeAgostini.

## Argumento
En la India antigua, las vidas de muchas personas están plagadas de hambruna, sequías, guerra y constantes injusticias en el sistema de castas de India. El entrelazamiento muchas infelices almas son atraídas juntas por el nacimiento del joven príncipe Sidartha, quien ese embarca en un viaje espiritual, se convierte en Buda Gautama, "el iluminado" e intenta traer renacimiento espiritual a la gente en esta desesperada era.

## Personajes
Sidarta Gautama:  El personaje principal de la serie y príncipe de la tribu Shakya. Nace en el libro uno, poco después de que su madre muera.El primer libro muestra señales que parecen simbolizar el fututo de Sidarta. En el segundo libro es un niño aburriéndose de la privilegiada vida de príncipe. Hacia el final del libro, deja el palacio para convertirse en un monje. En el tercer libro es un monje en conflicto. En el siguiente libro después de muchas pruebas en el bosque de Uruvela alcanza la iluminación y luego continúa enseñando a sus discípulos y a otros hasta su muerte en el octavo libro.  
Chapra:   Un personaje ficticio de una casta inferior que decide hacer una mejor vida para sí mismo. Después de salvar la vida de un muy conocido general Kosalan, Chapra es adopado por él, como su propio hijo bajo la creencia de que Chapra es un huérfano Kshatriya. Luego de crecer la verdadera herencia de Chapra es revelada tras la aparición de su madre causándole un conflicto. Chapra finalmente decide escapar con ella, luego de que la verdad de su casta es revelada y ambos resultan asesinados por soldados kosalianos.
Princesa Yashodara:  Una hermosa princesa que amó a Sidarta. Sidarta se casó con ella contra su propia voluntad y junto tuvieron un hijo llamado Rāhula. Sidarta escapó el día en que Rahula nació.
Bandaka:  Un arrogante arquero que aparece en los primeros dos tomos. Estaba enamorado de Yashodara y peleó contra Buda por su mano en matrimonio. Luego de que Buda partiera en busca de la iluminación, Bandaka convenció al padre de Buda para nombrarlo heredero de los Shakyan pero aun así falló en ganar el corazón de Yashodara. Entonces se resignaría a tomar en matrimonio a una noble para más tarde morir peleando contra la invasión del imperio Kosalan.
Prasennajit:  El gobernante de Kosala. Se casó con una esclava de Kapilavastu, engañado pensando que ella era una Kshatriya y conquistó Kapilavastu cuando se enteró de la verdad. El exilia a su esposa a las habitaciones de los esclavos, pero sigue amándola y considerándola su mujer, a diferencia de su hijo esta en contra de matarla, aun sabiendo que ha contraído la peste, le ruega a Virudhaka por dejar que un doctor la atienda, pero finalmente tiene que ceder a la inflexibilidad de su hijo por quemarla viva, mientras no puede hacer más que llorar en su habitación la muerte de su amada esposa. Cuando objeta a su hijo Virudhaka la liberación de Kapilavasu, este hace prisionero a su padre alegando que no es apto para gobernar. En su celda, Prasentnajit gradualmente empieza a debilitarse física y mentalmente hasta que Buda convence a su hijo de liberarlo.
Virudhaka:  Es hijo de Prasentnajit. Tras enterarse de la verdadera casta de su madre la envía a las habitaciones de los esclavos y más tarde da órdenes de matarla cuando una plaga brota entre ellos, mas en secreto se arrepiente y llora la muerte de su madre en su tumba, pero lo consideraba necesario para limpiar su propia sangre de la estirpe esclava. Parece obsesionado por el sistema de castas, llegando su lógica a ser extraña, no le molesta gritar ante toda la corte que ama a su madre por muy sudra que sea, pero añade con desprecio que no son de la misma clase y por lo tanto no es "civizado" que vivan juntos. Para hacer sufrir a su padre empieza un gradual exterminio de la tribu de buda hasta que éste le muestra que todo lo que ha conseguido es aumentar el sufrimiento que ya sentía. A veces es llamado el Príncipe Cristal debido a un lapislázuli ubicado en su frente.
Bimbisara:  El rey de Magadha a quien Asaji profetiza ser asesinado por su hijo. Esto atormenta a Bimbisara toda su vida. Drogado por Devadatta Bimbisara es derrocado por su hijo Ajasattu y encerrado en la misma torre en la que él había encerrado a su hijo por haber intentado matar a Buda.
Prince Ajasattu:  El hijo de Bimbisara, el cual es aprisionado por casi haber matado a Buda con una flecha. Se enamora de una esclava llamada Yudelka y jura venganza contra su padre cuando ella es asesinada. Ajasattu, con la ayuda de Devadatta derroca a su padre, la culpa luego le provocaría un tumor maligno que luego Buda curará.
Migaila:  Una sexy bandido de quien Buda se enamora. Sus ojos son quemados por orden del padre de buda por haber planeado casarse con su hijo lo que la deja ciega por el resto de la serie. Es la esposa de Tatta y llegan a tener cuatro hijos. 
Dhepa:  Un samanna (un monje no brahmán), cuya filosofía es que los humanos existen para sufrir.  Tatta y Migaila lo fuerzan a quemar uno de sus ojos.  Buda se hace su amigo pero luego se separan cuando decide que el estilo de vida de Dhepa no es el acertado.  A pesar de ridiculizar las enseñanzas de Buda y hasta intentar matarlo en determinado punto es luego salvado por Buda de perder la vida, a partir de ese entonces Dhepa se vuelve discípulo de Buda.
Asaji:  En el tomo 3, Sidarta y Dhepa son refugiados por un cazador y su familia, a cambio el cazador pide a los monjes que su hijo pequeño, Asaji, se una a ellos en sus viajes. Juzgando a Asaji por su tonto aspecto y goteante nariz Dhepa y Sidarta se rehúsan intentando escapar por todos los medios. Cuando Asaji se enferma tras perseguir a los monjes en la estación de monsones, Sidarta se determina a salvarlo chupando el venenoso pus de su cuerpo.
Devadatta:   Uno de los primeros discípulos de Buda. El hijo de Bandaka, Devadatta tuvo una infancia difícil. Conoció a Tatta cuando estaba buscando a un guerrero, y a través de él conoció a Buda. Dejó la secta cuando no fue elegido por Buda para ser su sucesor e intento formar su propia secta mediante el robo de seguidores a Buda. Cuando eso falla Devadatta planea matar a Buda; primero tirando una piedra sobre el, luego haciendo que un elefante lo lleve por delante. Cuando estos intentos fallan Devadatta envenena sus uñas pero accidentalmente se hiere a sí mismo al tropezar. En sus momentos finales, revela que odió a Buda porque quería ser como el pero no podía. 
Ananda: Ananda es el medio hermano de Devadetta y un antiguo criminal que se vuelve una de los más grandes discípulos de Buda. El demonio Mara lo protegió cuando su padre lo ofreció para salvar su propia vida. Luego del asesinato de su madre, Ananda busca vengarse de toda la humanidad hasta que Buda salva su vida, Ananda se vuelve entonces el servidor personal de Buda y compañero.
Naradatta: Un monje que es convertido en animal durante 40 años como castigo por matar muchos animales con el fin de salvarse. Se vuelve en un mentor para Devadatta. Naradatta muere en el último libro momentos después de ser perdonado y volver a su forma humana.
Master Asita: Es quien envía a Naradatta a encontrar a un hombre con el poder de salvar al mundo. Más tarde va a ver al príncipe Sidarta recién nacido y le da bendiciones de Brahma e Indra.
Luego, maldice a Naradatta por matar muchos animales para salvar su vida. Se mostró que tenía siddhi,
Brahman: Espíritu supremo universal. Aparece frecuentemente a Buda como un marchito anciano, Brahman encamina a Sidarta a buscar la solución del sufrimiento. Luego de que Buda alcanza la iluminación, Brahman lo nombra con el título de Buda. Luego de la muerte de Buda en el libro 8, Brahman personalmente escolta a Buda al más allá y promete revelar lo que le espera a los que se adentran en la muerte.

## Largometraje animado
En 2009 un largometraje de animación que adaptaba el manga Buda fue anunciado. El film fue dirigido por Kozo Morishita, animado por Toei Animation y distribuido por Toei Company
y Warner Bros. Pictures. Fue lanzada el 28 de mayo de 2011 durante la celebración del aniversario número 750 de Shinran Shonin, fundador de la secta Jōdo Shinshū. La influyente banda de metal X Japan compuso y grabó "Scarlet Love Song" específicamente para que sea la canción de la película.
En España ha sido licenciadas y emitidas las dos películas.